# Saint-Colomb-de-Lauzun
Saint-Colomb-de-Lauzun település Franciaországban, Lot-et-Garonne megyében. Lakosainak száma 474 fő (2022. január 1.). Saint-Colomb-de-Lauzun Bourgougnague, Lauzun, Lavergne, Montignac-de-Lauzun, Ségalas és Sérignac-Péboudou községekkel határos.

## Népesség
A település népessége az elmúlt években az alábbi módon változott:
| Lakosok száma | 449  | 489  | 464  | 477  | 510  | 490  | 478  | 471  | 472  | 474  |
|               | 1968 | 1982 | 1990 | 2006 | 2013 | 2015 | 2017 | 2019 | 2020 | 2022 |